# Burg Clam
Die Burg Clam ist ein Wohnsitz der Familie Clam-Martinic und befindet sich auf dem Gemeindegebiet des Marktes Klam im Bezirk Perg im Unteren Mühlviertel in Oberösterreich. Die Felsenburg steht auf einem bewaldeten Bergrücken oberhalb des Marktes Klam, der an einer Seite steil zur Klamschlucht abfällt.

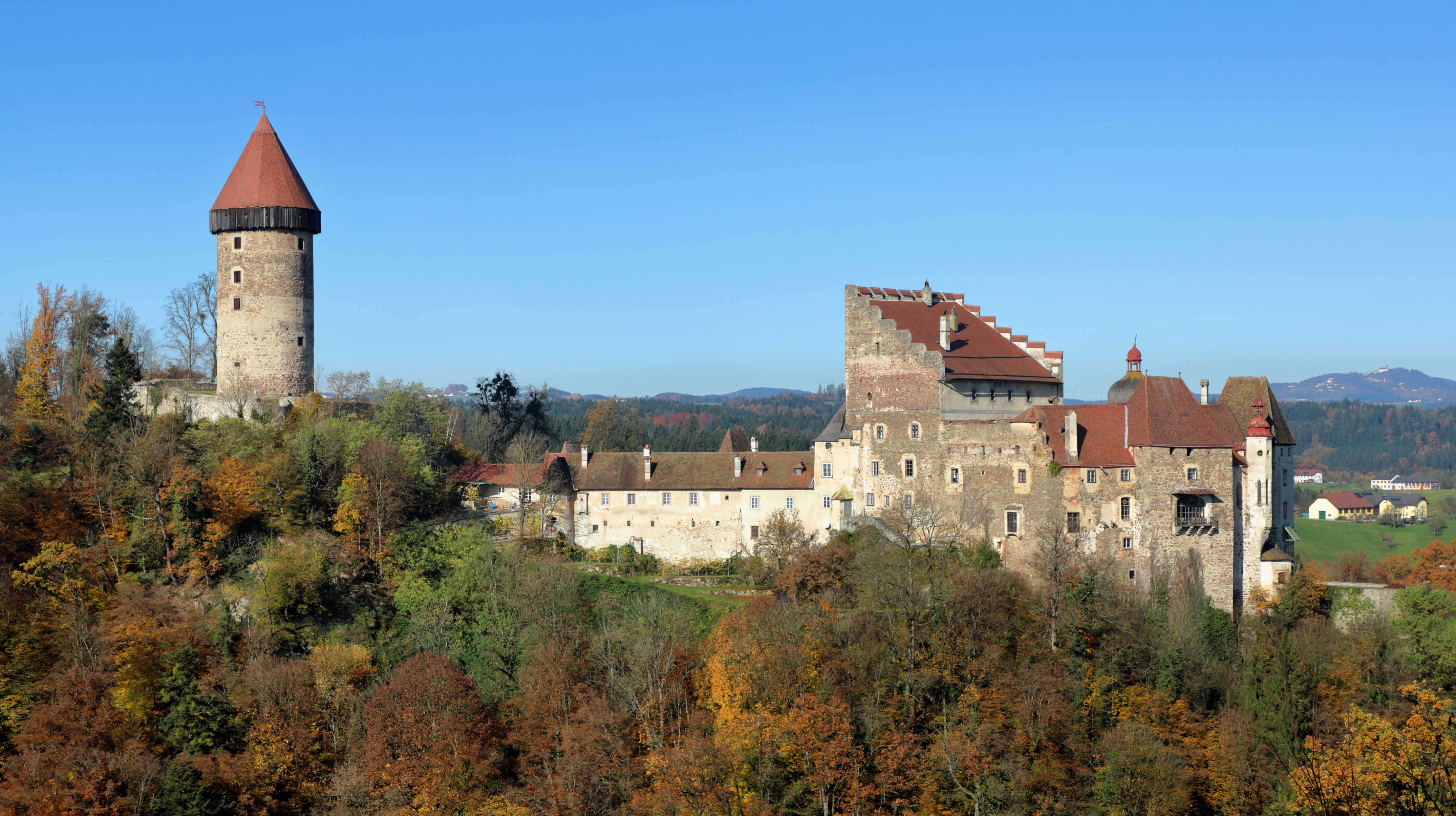
Südostansicht der Burg

## Geschichte

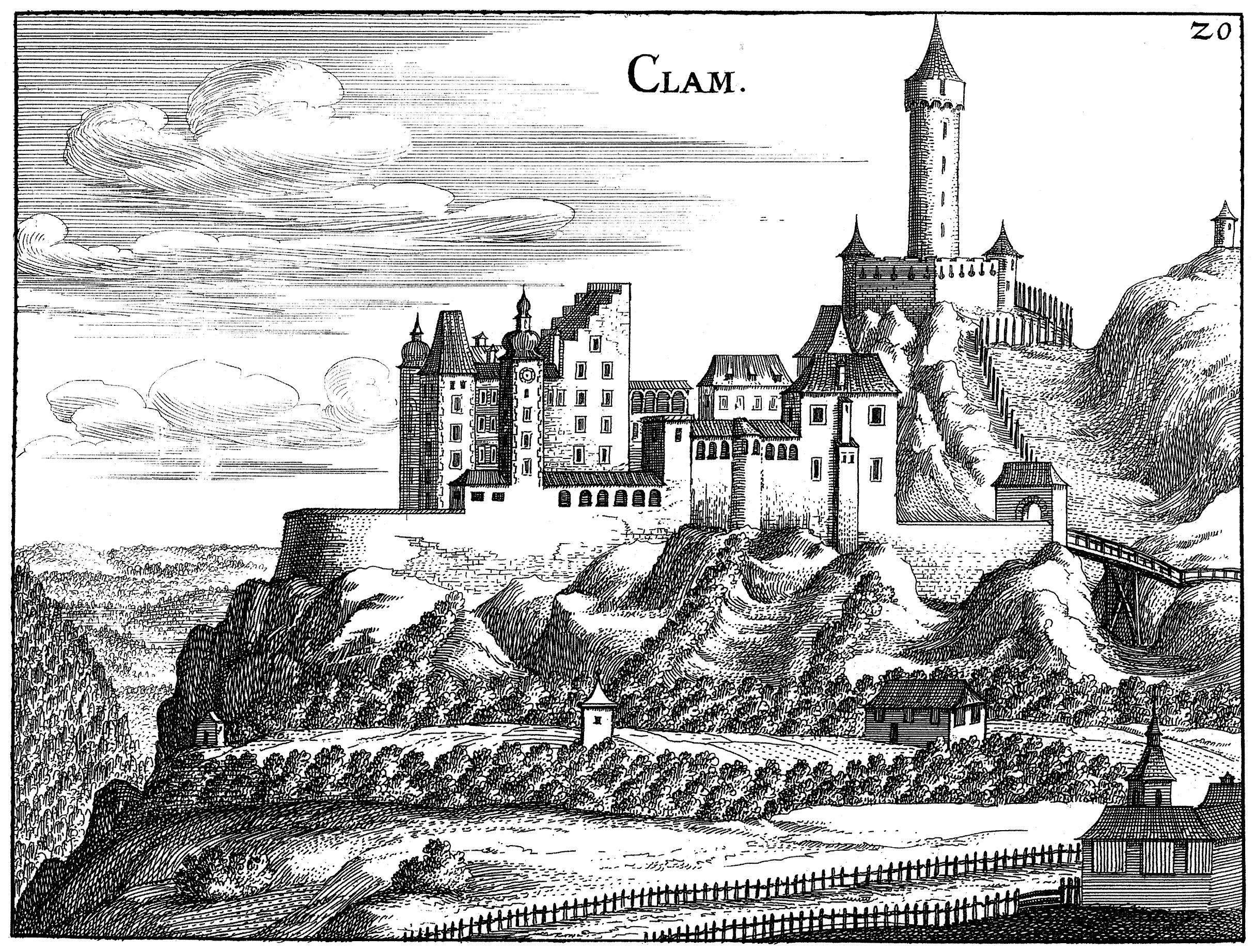
Kupferstich in der Topographia Austriae superioris modernae 1674

1142 wurde die Burg Clam erstmals urkundlich erwähnt. Zu jener Zeit befand sie sich im Besitz Walchuns, des Bruders von Otto von Machland aus dem Adelsgeschlecht der Perg-Machländer. Eine vermeintlich ältere Nennung der Burg Clam findet sich in einer Urkunde des Klosters Gleink, welche auf das Jahr 1125 datiert ist. Doch diese Urkunde ist höchstwahrscheinlich eine Fälschung aus dem 13. Jahrhundert. Mit Walchuns Erbtochter Adelheid ging die Burg in den Besitz der Velburger über und fiel mit dem Tod Ulrichs von Clam-Velburg im Kreuzzug von Damiette 1217 an den Landesfürsten, ebenso wie die Burg Klingenberg. Zu dieser Zeit wurde in Klam auch eine zweite Burg erwähnt, von welcher die Überreste der Wehranlagen auf der gegenüberliegenden Bergkuppe, der sogenannten Schwedenschanze Achatzberg, zeugen könnten.

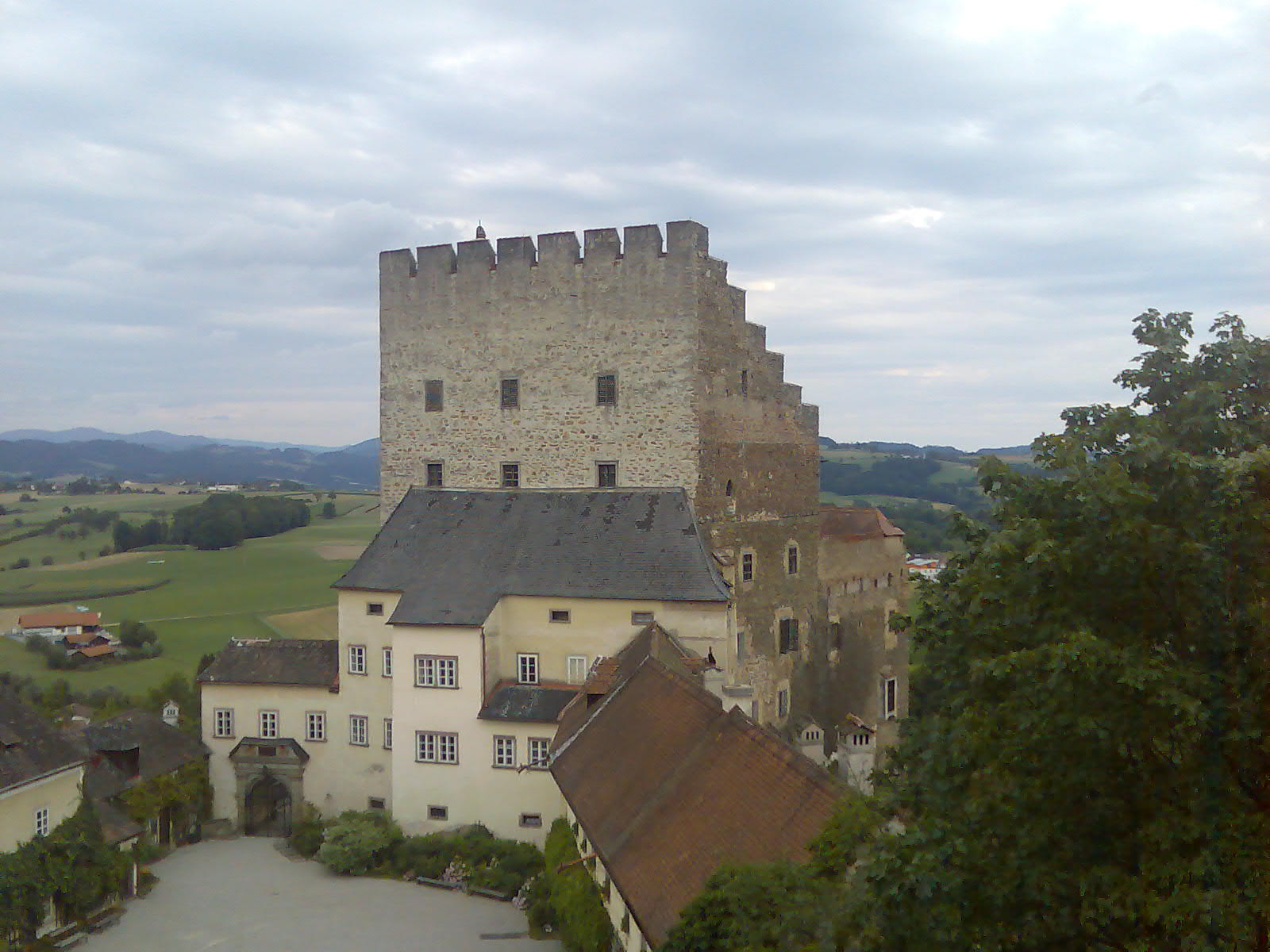
Vorburg mit Hof. Ansicht von 2007

Als Lehensträger von Clam scheinen von 1234 bis 1324 die Holzer und von 1250 bis 1413 die Hauser auf. Nach Wilhelm dem Hauser dürften Christian und Christoph von Zinzendorf Besitzer gewesen sein. Von 1416 an besaßen zuerst Gilg, Ortaker, Gilg und Wolfgang Wolfstein die Burg, nach Wolfgangs Tod ging sie an Jörg Seusenecker und anschließend an Prüschenk beziehungsweise ab 1454 die Grafen Hardegg über.
Im Jahr 1422 widerstand die gut befestigte Burg einem der Hussiteneinfälle ins Mühlviertel, der darunterliegende Marktflecken wurde von den Hussiten jedoch verwüstet. 1487, als Christoph von Zelking Hauptmann des Machlandviertels war, wurde Burg Clam von den Ungarn belagert.
Von den Grafen Hardegg kaufte 1524 Christoph Perger „Schloss und Veste Clam mitsamt dem Turm“. Nach Christoph Perger I. folgten Christoph Perger II., dessen Sohn Hanns Enoch Perger und Johann Gottfried Perger.

### Johann Gottfried Perger
Johann Gottfried Perger zu Clam (1598–1673) galt als der größte Förderer des Marktes Klam und seiner Bürger. Er ließ ab 1640 die Burg aufwändig renovieren, weshalb er bis heute als „Restaurator familiae“ gilt. Ebenfalls nicht untätig war seine Frau, Sibylle Gräfin von Kagenek: Sie gebar 12 Kinder und verfügte über enormes Vermögen aus der Familie Kagenek. Johann Gottfried Perger ließ dem Markt die alten Freiheiten bestätigen, 1641 die Kirche in Hofkirchen renovieren und 1659 die Kirche des Ortes erbauen. Er stiftete das Spital und die Krautäcker. 1640 wurde ihm von Kaiser Ferdinand III. der Titel "Edle Herrn zu Clam" verliehen, und 1655 wurde er in den Freiherrnstand erhoben. Im selben Jahr trat Johann Gottfried Perger zum katholischen Glauben über. Seit 1665 gehört auch das Schloss Außenstein zum Besitz der Burg Clam.

### Clam-Martinic
1759 verlieh Kaiserin Maria Theresia der Familie den Titel „Erbländisch-österreichischer Graf“. Die Familie Clam teilte sich in die Linien Clam-Clam, Clam-Gallas und Clam-Martinic. Nachdem die Familie Clam-Clam 1815 ausstarb, übernahm Carl Joseph von Clam-Martinic, der bedeutende Besitzungen in Böhmen hatte, den alten Familienbesitz. Die Burg Clam wird ganzjährig von der (ehemals gräflichen) Familie bewohnt. Der heutige Burgherr ist Carl Philip Clam-Martinic. Bedeutendste Vertreter der Familie waren Heinrich Clam-Martinic, österreichischer Ministerpräsident und Militär, Heinrich Jaroslav Graf Clam-Martinic, böhmischer Politiker, Georg Clam Martinic, österreichischer Ingenieur, Landwirt, Autor und Denkmalpfleger.

## Die Burganlage

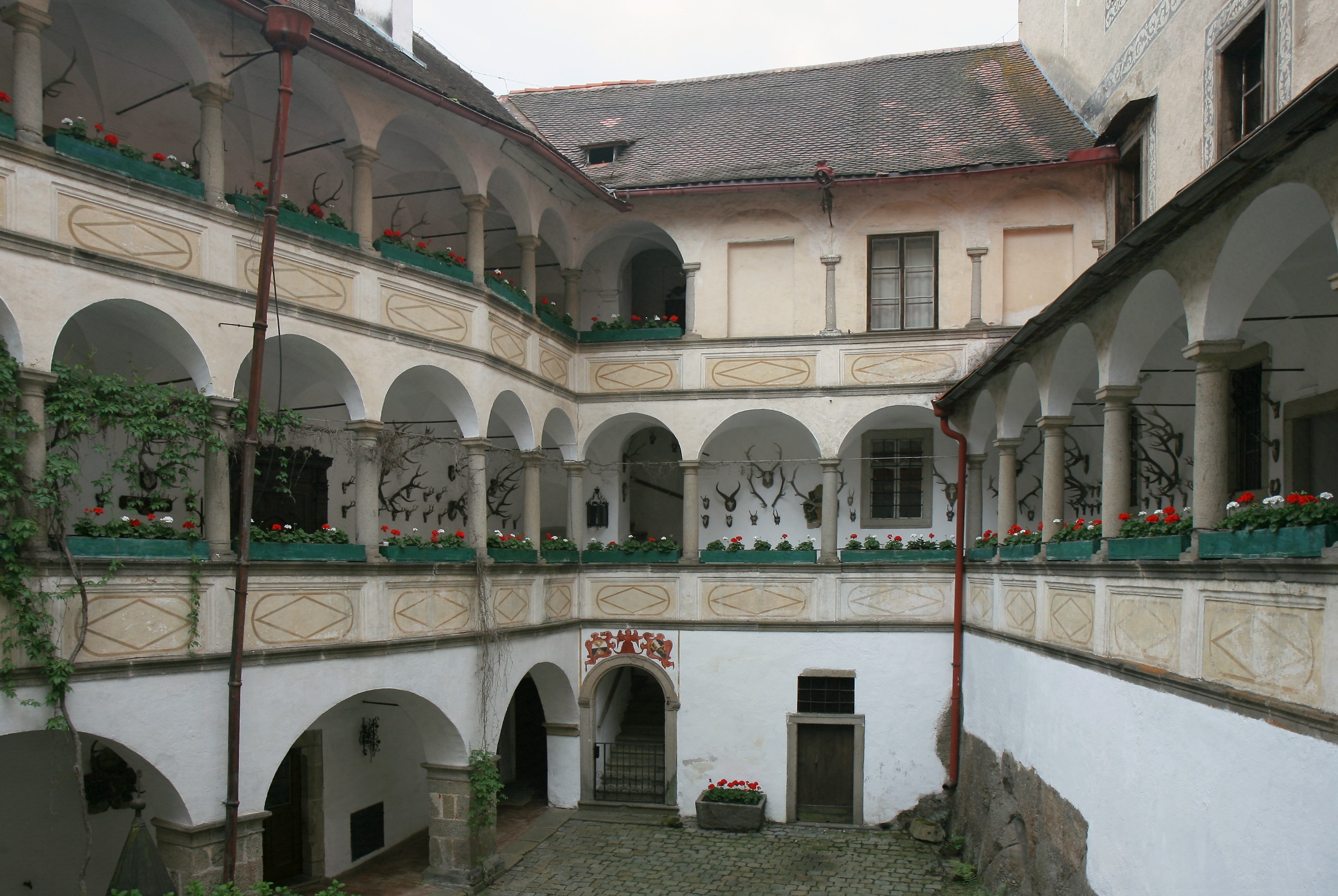
Schlosshof mit Arkaden

Bei der Burganlage handelt es sich um ein ganzjährig von den Besitzern bewohntes Schloss. Die Burg Clam wurde im 14. Jahrhundert von der Familie der Hauser grundlegend umgebaut, sodass von der ursprünglichen Wehranlage des 12. Jahrhunderts heute nichts mehr zu sehen ist. Der älteste heute noch sichtbare Teil der Burg Clam ist der im 13. Jahrhundert erbaute höher gelegene Rundturm.
Durch eine Vorburg mit großem, unregelmäßigem Hof der von Verwaltungsgebäuden, Garagen und dem Palas gebildet wird, gelangt man durch ein schmiedeeisernes Tor in den mit einer Stein-Balustrade begrenzten Schlosshof, der von Arkaden umgeben ist. Der Felsen, auf dem die Burg errichtet wurde reicht bis zum ersten Stockwerk. Vom Hof aus sind Sgraffiti auf der Mauer des Palas zu sehen. Das Ensemble wird durch einen etwas abseits des Schlosses befindlichen Bergfried mit Kegeldach vervollständigt.
Die Burg befindet sich seit rund einem halben Jahrtausend im Besitz derselben Familie und wurde nie zerstört. Das ist der Grund, warum viele Einrichtungsgegenstände und eine große Anzahl historischer Kleinode erhalten geblieben sind.

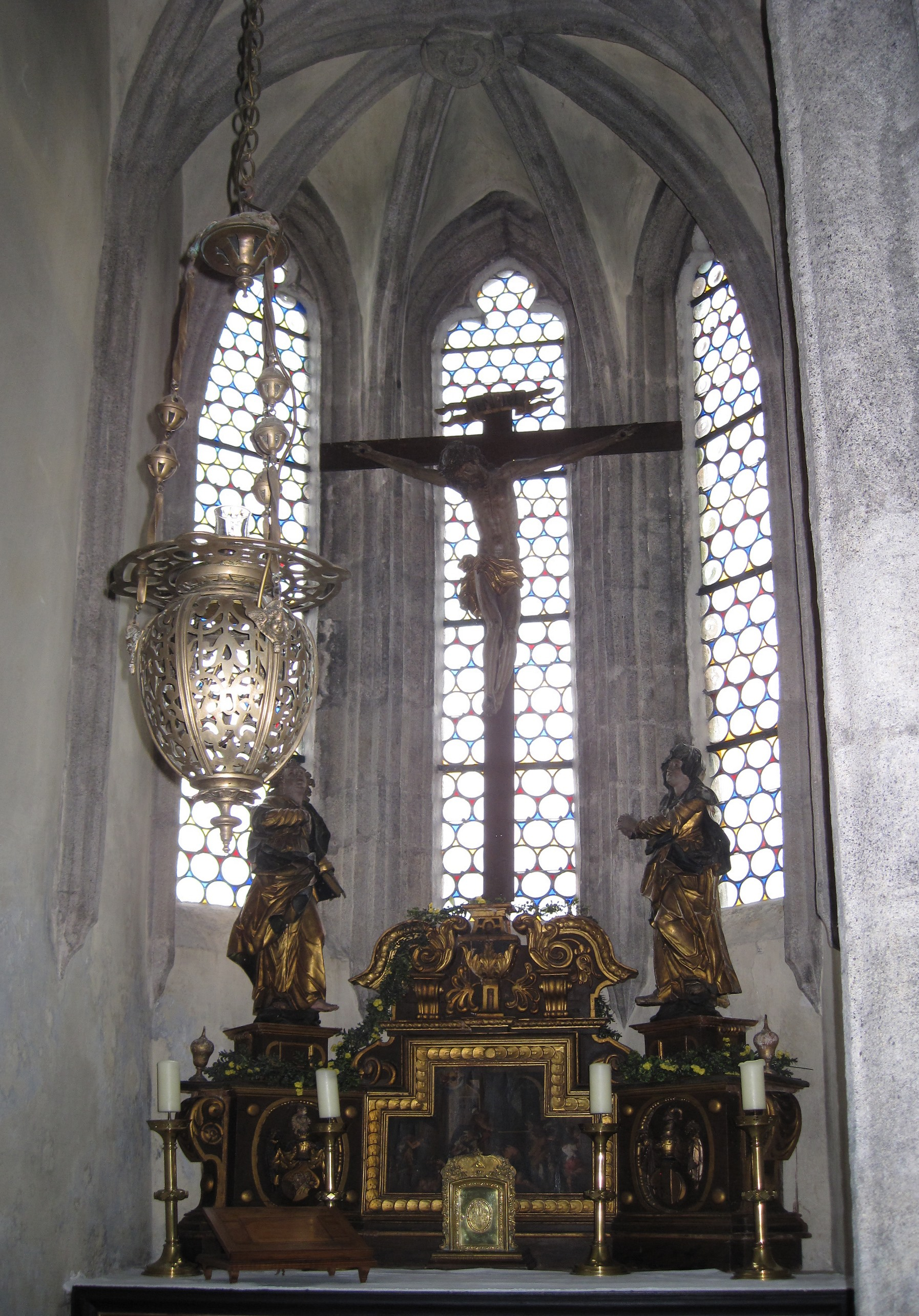
Altar der Kapelle aus dem 15. Jahrhundert

Im Schloss befindet sich eine dem hl. Kreuz geweihte Kapelle und eine 1934 im vierten Stock des Palas wiederentdeckte weitere Kapelle aus dem 14. Jahrhundert.
Der Ahnensaal der Burg enthält Bilder der Familie, diverse Einrichtungsgegenstände, einen gotischen Hausaltar u. a. m. Vom Balkon des Ahnensaals direkt über dem Steilabfall zur Klamschlucht eröffnet sich ein Blick auf den gegenüberliegenden Burgstall. Zum Schloss gehören neben den Wohnräumlichkeiten der Familie u. a. eine Burgapotheke, eine Waffenkammer, ein umfangreiches Archiv und eine im 17. Jahrhundert angelegte Bibliothek.

## Burgmuseum Clam
Zu den zugänglichen Sehenswürdigkeiten der Burg zählen der dreistöckige Arkadenhof, die Waffenkammer mit Rüstzeug zur Verteidigung der Burg, die gotische, 1422 errichtete Burgkapelle, die Burgapotheke mit einem Medikamentenkasten aus dem Jahr 1603 und die Wohnräume der Grafen von Clam, darunter das Frühstückszimmer mit einer Porzellansammlung und mehrere prunkvoll möblierte Gästezimmer, die Herrschaftsküche, ein Musikzimmer und eine große gedeckte Festtafel im Landschaftszimmer.

## Heutige Nutzung
Neben der eigentlichen Burganlage befinden sich eine Burgbrauerei und ein Meierhof. Die Reithalle und der Reitplatz der Burg werden vom Reitverein Burg Clam betrieben. Seit 1990 finden im Brauereigarten und auf der Meierhofwiese jährlich die Clam-Konzerte mit international bekannten Musikern statt.
1923 ließ Heinrich Clam-Martinic in der Klamschlucht ein Elektrizitätswerk errichten. Mit dem Strom wurden die Bewohner der Gemeinden Klam, Saxen, Baumgartenberg und Mitterkirchen im Machland versorgt. Georg Clam-Martinic ließ 1963 ein weiteres Elektrizitätswerk errichten, wobei dafür die Hammerschmiede abgerissen wurde und die Bergmayr-Mühle bzw. das Sägewerk den Betrieb einstellten.